# Society of Authors
Die Society of Authors ist eine britische Schriftstellergewerkschaft. Sie wurde 1884 gegründet, um die Rechte von Autoren zu schützen und ihre Interessen zu fördern. Ihr erster Präsident war Alfred Tennyson, derzeitiger Präsident ist Philip Pullman.
Die Organisation mit Sitz in London wird ehrenamtlich von einem zwölfköpfigen Komitee von Autoren geleitet, das alle drei Jahre neu gewählt wird. Weitere Mitglieder neben dem Vorsitzenden David Donachie sind derzeit u. a. Joanne Harris, Mary Hoffman, Celia Rees und Charles Palliser. Zudem gibt es eine Art Aufsichtsrat, dem zahlreiche bekannte Schriftsteller angehören.
Es gibt mehrere spezialisierte und regionale Untergruppierungen – z. B. für Schottland, Kinderliteratur und Übersetzung – in der Society. Sie veröffentlicht seit 1890 mindestens vierteljährlich die Zeitschrift The Author, vergibt Stipendien und verleiht mehrere Übersetzer- und Literaturpreise, z. B. den Cholmondeley Award für Lyrik, den Eric Gregory Award für Lyrik von jungen Autoren, den Elizabeth Longford Prize für Biografien, den Schlegel-Tieck Prize für Übersetzer, den Somerset Maugham Award für junge Autoren und den Betty Trask Prize ebenfalls für junge Autoren.